# 送報員

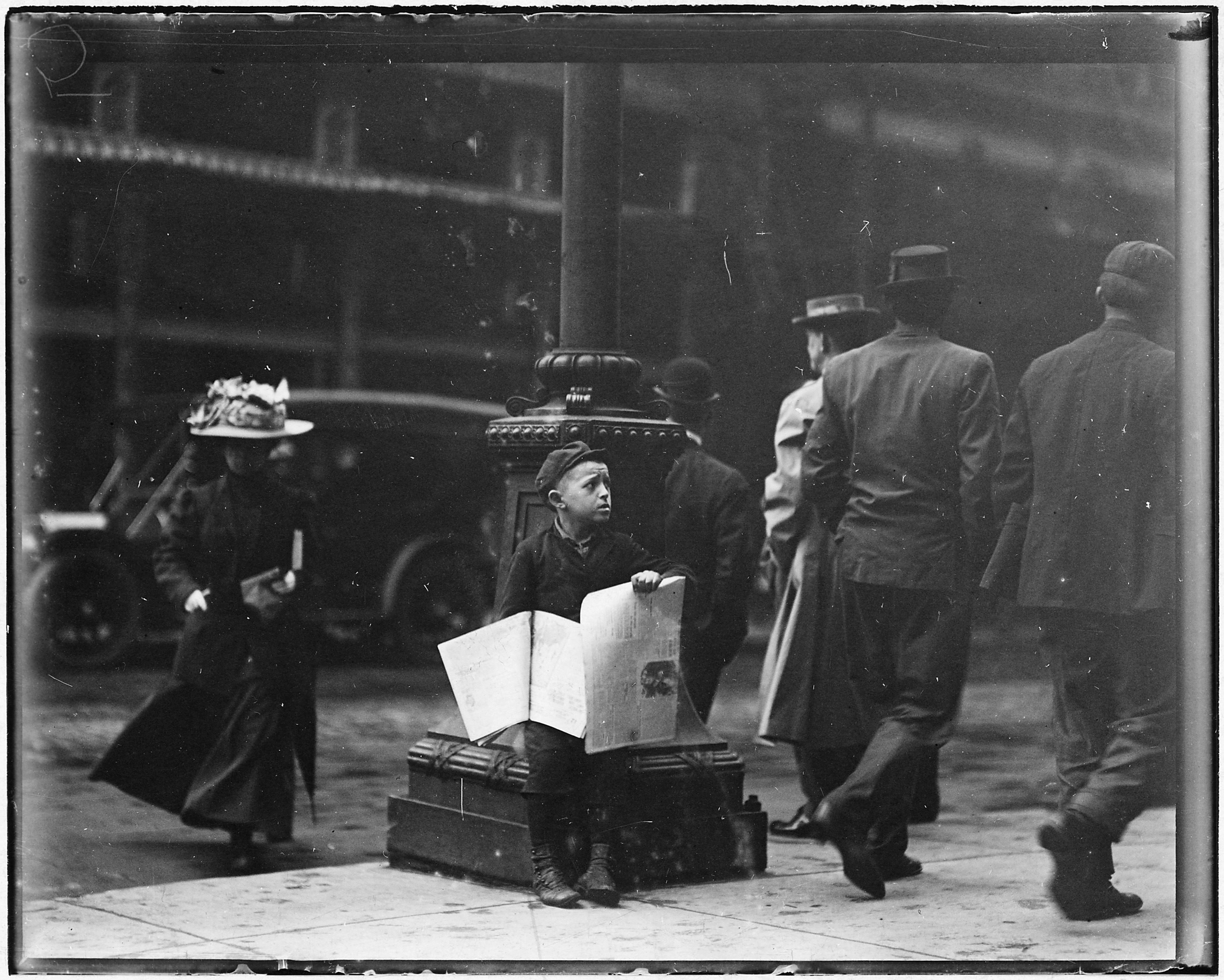
站在路旁的報童

報童（英語：Newspaper boy）是一種職業，通常是十幾歲的小男孩受僱于報社，根據分配的街道和路途，給報紙的訂閲者分送報紙。他們通常騎自行車工作。報童的職位在19世纪~20世纪上半叶，世界各国的民間故事、文艺作品中都佔據了一個主導的地位，因為這個職業是提供給青少年的主要職業。不过，報童數量从20世纪下半叶开始已經急劇減少了。報童減少的原因部分是由於晚報的逐漸消失。報童通常只有在放學后才有時間發放報紙，晚報的消失使得報童沒有辦法在下午的放學時間工作，而晨報必須在早上6點前發放。同時還由於人口分佈的變化、勞動法、社会對童工的關注，這些因素都使得報童的工作逐步向成年人轉移。 另外，報紙自動售賣機的出現，互聯網新闻的流行，令报纸不需人手派送，使得雇用报童的需求更少。聂耳的著名作品《卖报歌》就是以一位女报童为题材的。